# 海神石
參數所指定的目標頁面不存在，建議更正成存在頁面或直接建立下列一個頁面（建立前請先搜尋是否有合適的存在頁面可以取代）：
- 海神石（礦物）

參數所指定的目標頁面不存在，建議更正成存在頁面或直接建立下列一個頁面（建立前請先搜尋是否有合適的存在頁面可以取代）：
- 多蕊橘屬

海神石（學名：Clymenia）是生存於泥盆紀法門期的一屬菊石，為生活在海底的肉食性動物。其外殼內旋，有寬闊、敞口的核心，表面光滑，有著模糊並微彎的生長線。腹面渾圓，縫合線簡單。

## 物種[1]
- Clymenia laevigata Muenster, 1832
- Clymenia nana Munster, 1839